# Фужейр, Николь
Николь Мари Фужейр (англ. Nicole Marie Fugere [foo-zhair]; род. 25 сентября 1986 года) — американская актриса и модель. Известна по роли Уэнздей Аддамс в телесериале «Новая семейка Аддамс».

## Биография

### Ранняя жизнь
Родилась Николь 26 сентября 1986 года в городе Милуоки (штат Орегон) в семье Лори и Джерри Фужейр. У неё есть четыре сестры: Эмили, Элизабет, Мишель и Ангелина. Посещала Христианскую католическую школу, где была прилежной ученицей. Николь начала заниматься моделингом в 9 месяцев, следуя по стопам своих сестёр. Она обнаружила интерес к актёрству в возрасте семи лет и начала посещать занятия в Северо-Западном детском театре в Портленде. Она окончила колледж в Вашингтоне

### Карьера
Её первая главная роль была в рекламе продукции «Рамоны с улицы Кликитат», с тех пор она много появлялась в коммерческих рекламных роликах. Её первое появление в кино было в испаноязычном фильме «Вещи, о которых я тебе никогда не говорила» в 1996 году.
В 1998 году она прошла прослушивание в Лос-Анджелесе и получила роль Уэнзди Аддамс в фильме «Воссоединение семейки Аддамс». Позднее она исполнила ту же роль в телесериале «Новая семейка Аддамс», обновлённой версии ситкома 1960-х годов, которая транслировалась на Fox Family с 1998 по 1999 год, и появилась во всех 65 эпизодах.

## Фильмография
| Кино        | Кино                                       | Кино              | Кино |
| Год         | Фильм                                      | Роль              |      |
| ----------- | ------------------------------------------ | ----------------- | ---- |
| 1996        | Вещи, о которых я тебе никогда не говорила | Маленькая девочка |      |
| 1998        | Воссоединение семейки Аддамс               | Уэнздей Аддамс    |      |
| Телевидение |                                            |                   |      |
| Год         | Название                                   | Роль              |      |
| 1998-1999   | Новая семейка Аддамс                       | Уэнздей Аддамс    |      |
| 1999        | Ты, Я и Дети                               |                   |      |